# آنوش استامبولتسیان
آنوش گئورگی استامبولتسیان (ارمنی: Անուշ Գևորգի Ստամբոլցյան؛ انگلیسی: Anush G. Stamboltsyan؛ ۱۹۳۹) ایران‌شناس اهل ارمنستان است.

## زندگی‌نامه
وی در ۱۹۳۹ به دنیا آمد. آنوش استامبولستیان در ۱۹۸۲م از دانشگاه دولتی ایروان در رشتهٔ ایران‌شناسی دانشنامهٔ دکتری گرفته است. استامبولستیان کارمند انستیتوی شرق‌شناسی آکادمی ملی علوم ارمنستان و نیز استاد دانشگاه دولتی ایروان است.
از آثارش:
- سیاست داخلی حکومت بورژوازی ملی ایران (Իրանի ազգային բուրժուազիայի կառավարության ներքին քաղաքականությունը (1952–1953 թթ.))
- جبههٔ ملی در زمان انقلاب اسلامی
- تاریخ‌نویسی غرب دربارهٔ انقلاب ایران